# Naegleria fowleri
Naegleria fowleri е вид амеба. Най-известна е с това, че се храни с мозъка на човека.

## Описание
Обитава топли, застоели води в тропичния и субтропичния пояс, среща се и в зоните с умерен климат.
От рода Naegleria само Naegleria fowleri засяга хората. В Южна Австралия е идентифициран през 60-те години на XX век. Този едноклетъчен организъм прониква през носа на човека и достига до мозъка по обонятелния нерв. Там поразява тъканите и причинява т.нар. първичен амебен менингоенцефалит. Това заболяване почти винаги завършва фатално. Въпреки че поначало рискът от заразяване не е голям, превенцията е най-сигурната защита.
Симптомите започват да се наблюдават около 5 дена след заразяването.
Инфекцията не се предава от човек на човек. Децата са по-податливи.